# Enzo Leonardo Mandarà
Enzo Leonardo Mandarà ist ein deutsch-italienischer Schauspieler.
Seit 2020 bis voraussichtlich 2023 besucht Mandarà die Schauspielschule Zerboni. Er lebt in Polling in Oberbayern.

## Filmographie (Auswahl)
- 2018: Der Ranger – Paradies Heimat: Wolfsspuren
- 2020: Der Beischläfer
- 2021: Breisgau – Bullenstall
- 2021: Wenn ich stehe bin ich größer
- 2021: Platzregen im All
- 2021: Aller Anfang ist schwer
- 2022: XY gelöst